# The Urpney Song Single
The Urpney Song est une chanson enregistrée par Ozzy Osbourne, Billy Connelly et Frank Bruno. Elle est sortie en CD single. Celle-ci fut le thème de l'émission pour enfant du même nom.